# Oreopanax artocarpoides
Oreopanax artocarpoides é uma espécie de árvore da família Oreopanax

## Distribuição
É nativa da América do Sul, Peru e Bolívia.